# Orden der Million Elefanten und des weißen Schirms

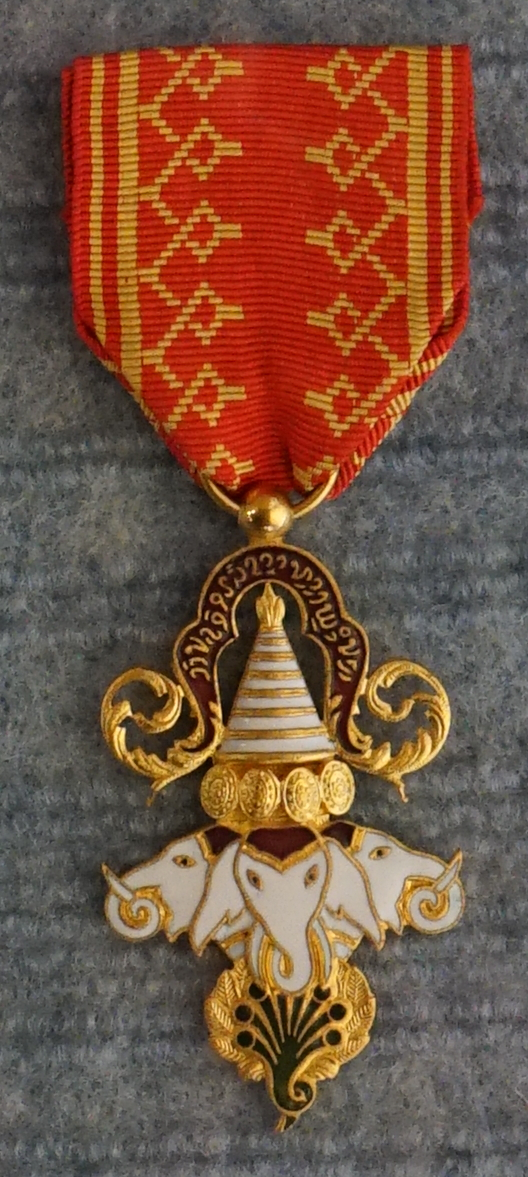
Orden der Million Elefanten und des weißen Schirms (Ritterkreuz)

Der Orden der Million Elefanten und des weißen Schirms (französisch: Ordre du Million d’Éléphants et du Parasol Blanc) war die höchste Auszeichnung des französischen Protektorats und späteren Königreichs Laos. 

## Geschichte und Verleihpraxis
Laos war 1893 ein Protektorat Frankreichs und Teil der Union Indochinoise geworden. Der Königshof von Luang Prabang, der zuvor kaum Kontakt zur westlichen Welt gehabt hatte, übernahm nun innerhalb weniger Jahre europäische Gebräuche, darunter auch das Tragen von Uniformen und zugehöriger Ehrenzeichen.
Im Jahr 1909 stiftete König Sisavang Vong den Orden der Million Elefanten und des weißen Schirms als ersten Verdienstorden des Landes. Zunächst nur für Laoten vorgesehen, wurden die Verleihkriterien 1923 dahingehend geändert, dass auch französische Staatsbürger oder Bewohner des französischen Kolonialreiches ausgezeichnet werden konnten. Ebenso wurde der Orden großzügig an ausländische Besucher in Laos vergeben. Im Jahr 1927 wurden vier Ordensklassen eingeführt, 1936 geändert zu fünf Abstufungen sowie einer Sonderstufe nach Vorbild der Ehrenlegion.
Mit dem Orden sollten sowohl zivile als auch militärische Verdienste gewürdigt werden. Der Orden wurde vom König verliehen, das Vorschlagsrecht lag aber beim Résident supérieur von Laos und dem Generalgouverneur von Indochina, was bedeutete, dass die Entscheidung über die Vergabe faktisch von der französischen Verwaltung getroffen wurde. 
Üblicherweise wurden mit dem Orden französische Kolonialbeamte  und -offiziere ausgezeichnet, die eine gewisse Dienstzeit (formal zehn Jahre laut Vergaberichtlinien) in Laos verbracht hatten. Die niedrigeren Ordensklassen wurden somit über die Jahre sehr häufig vergeben. Wie die Ehrenlegion konnte der Orden auch an Städte verliehen werden, so etwa an Verdun (was auch zeigt, dass ein Bezug zu Laos keine Voraussetzung war).
Nach der Formierung des Königreichs Laos und der Unabhängigkeit des Landes zum Ende des ersten Indochinakrieges wurden die Frankreich-Bezüge gestrichen, abgesehen davon bestand der Orden unverändert fort. Er wurde in seiner höchsten Stufe nun regelmäßig bei Staatsbesuchen an andere Staatsoberhäupter verliehen, etwa an die Königspaare von Thailand und Nepal.
Mit der Abschaffung der Monarchie im Rahmen der kommunistischen Machtübernahme 1975 hörte der Orden auf zu bestehen. 

## Ordensbeschreibung

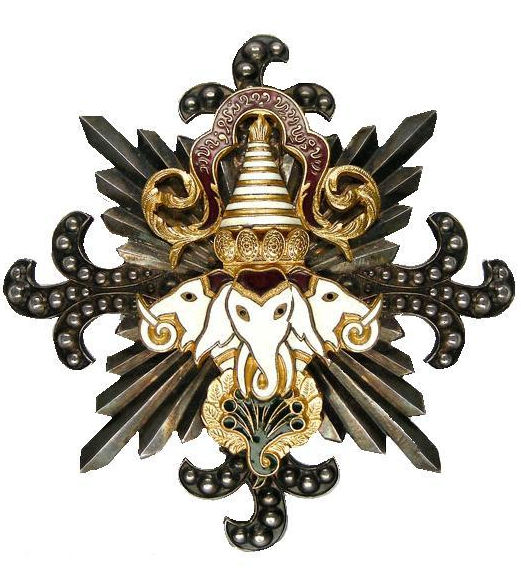
Großkreuz (Bruststern)

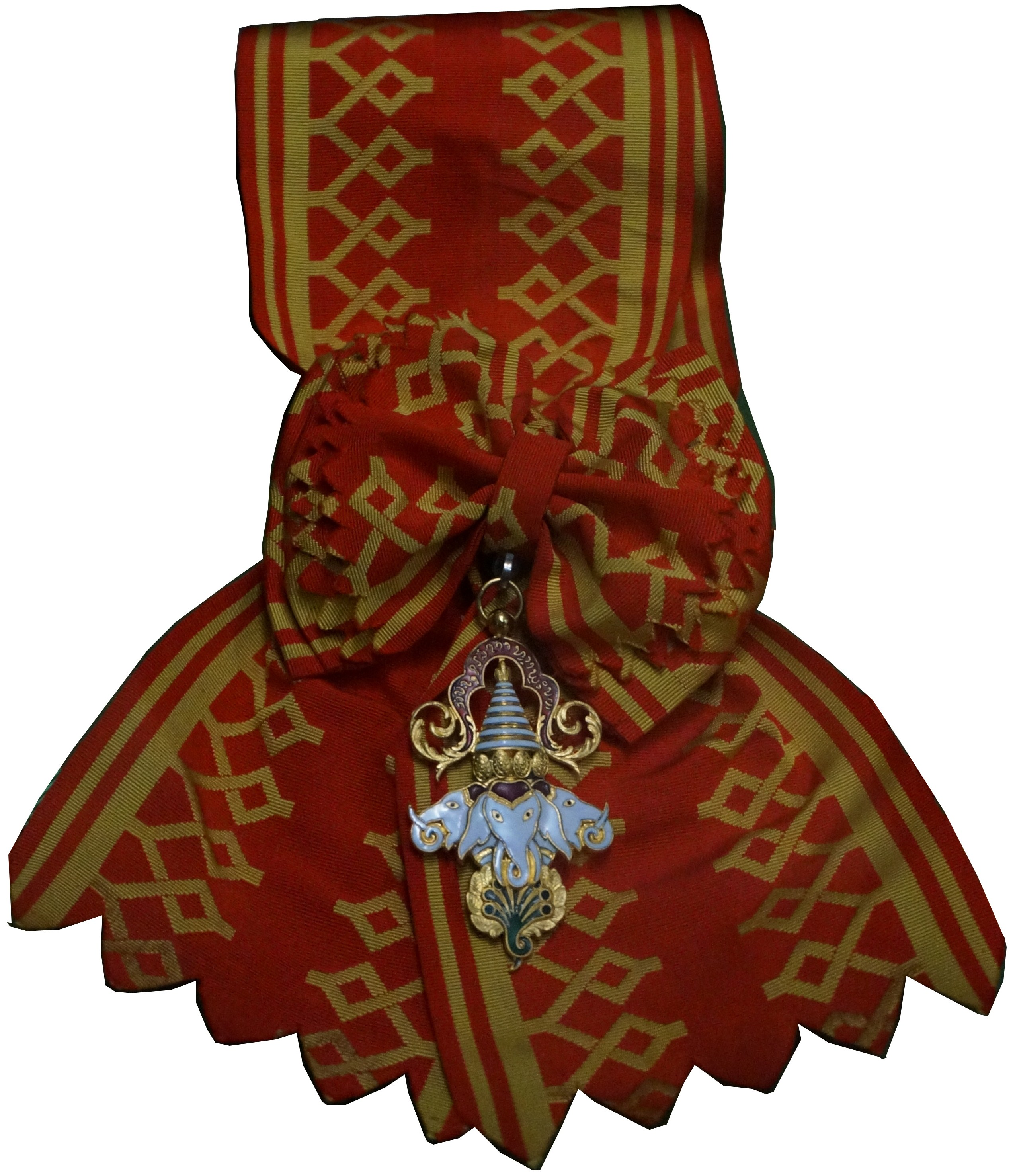
Großkreuz, zugehöriges Schulterband

Der Name des Ordens leitet sich vom alten laotischen Reich Lan Xang ab, dessen vollständiger Name Lan Xang Hom Khao wortwörtlich „eine Million Elefanten und der weiße Schirm“ bedeutet. Die Könige von Luang Prabang sahen sich als Nachfolger des einstigen Großreiches und führten dessen Titulierung und Symbole weiter. 
Der Orden stellt dementsprechend die Insignien Luang Prabangs dar, die während der französischen Kolonialzeit auch in die Flagge des Protektorats Laos aufgenommen wurden, nämlich einen dreiköpfigen weißen Elefanten unter einem siebenstufigen weißen Schirm. Der Elefant ist Erawan, die thailändisch-laotische Variante des heiligen Elefanten Airavata aus der hinduistischen Mythologie. Der Schirm (Sanskrit: Chatra) ist ein typisches Symbol für Königtum. Umgeben sind Elefant und Schirm von einem Pfauenrad (ein weiteres königliches Symbol), goldenen Schilden und einem goldverzierten roten Spruchband mit der laotischen Inschrift „die Million Elefanten und der weiße Schirm von Luang Prabang“.
Das zugehörige Ordensband ist rot-gelb und mit geometrischen Mustern verziert.
Gefertigt wurden die Auszeichnungen sowohl bei französischen Juwelieren im Mutterland (Maison Bacqueville und Auger Froment-Meurice) als auch direkt in Laos, wobei die lokalen Varianten meist deutlich einfacher ausgeführt sind als die Emaille-verzierten französischen Stücke.
Die Ordensklassen lauten in der endgültigen Festlegung in absteigender Rangfolge wie folgt, jeweils mit zugehöriger Bandschnalle:
- Collane des Großkreuzes (Sonderstufe)
- Großkreuz (Grand-Croix)
- Großoffizier (Grand-Officier)
- Kommandeur (Commandeur)
- Offizier (Officier)
- Ritter (Chevalier)

## Weitere königlich-laotische Auszeichnungen
Der Ordre du Million d’Éléphants et du Parasol Blanc blieb nach seiner Einführung zunächst die einzige Auszeichnung des Landes. In den 1920er-Jahren kam als zweites Ehrenzeichen die Médaille du Règne (auch Médaille Royale de Luang Prabang genannt) hinzu, eine Medaille mit dem Porträt des Königs. 
Im Jahr 1949 wurde als dritte Auszeichnung die Médaille de la Résistance Franco-Laotienne geschaffen, mit dem anti-japanische Widerstandskämpfer des Zweiten Weltkrieges geehrt wurden. 
1950 folgten dann mit dem Ordre du Mérite Civique und dem Ordre du Mérite Agricole zwei weitere Orden, die Verdienste in der Staatsverwaltung beziehungsweise (Land)wirtschaft  prämierten. 
Nach der Unabhängigkeit von Laos wurden nach und nach weitere Auszeichnungen geschaffen, etwa die Médaille de l’Instruction publique für Leistungen im Bildungswesen und der Ordre du Mérite Féminin für Verdienste von Frauen. Als militärische Orden entstanden eine allgemeine Veteranenmedaille (Médaille du Combattant) nach Art des Croix de guerre sowie die Médaille de la Vaillance für Tapferkeit im Kampfeinsatz. 
1962 wurde schließlich noch der Ordre de la Couronne (Orden der Krone) für Verwandte der königlichen Familie eingeführt und in der protokollarischen Rangfolge als zweithöchster Orden des Landes festgelegt.